# Kada Babda
Kada Babda (arab. قضاء بعبدا) – jednostka administracyjna w Libanie, należąca do Muhafazie Dżabal Lubnan, położona na południe od Bejrutu. Popularnie nazywany jest także Południowym Al-Matin. Dystrykt zamieszkiwany jest głównie przez maronitów, szyitów i druzów. 

## Wybory parlamentarne
Na okręg wyborczy, obejmujący dystrykt Babda, przypada 6 miejsc w libańskim Zgromadzeniu Narodowym (3 maronitów, 2 szyitów, 1 druz).